# Autarkism
Autarkism är en politisk filosofi som förespråkar individualism, den individuella frihetens och självförsörjningens ideologi. Den avvisar obligatorisk statsmakt och stöder ett regeringens avskaffande till förmån för självstyrande. Dess filosofi kan aforistiskt uttryckas: "Inre monarkism, yttre anarkism" (låt varken dina känslor eller utomstående auktoriteter trälbinda dig eller föra dig på villovägar).

## Autarkister
Robert LeFevre, en "självutnämnd autarkist" erkänd som sådan av Murray Rothbard, skiljde autarkismen från anarkismen, vars ekonomilära han kände medförde inkräktanden på friheten, i kontrast till hans egen laissez-faire-ekonomi inom den Österrikiska skolan. I sin bekännelse till "gnistrande och lysande individualism" under det att "den förespråkar något slags procedur att ingripa i den fria marknadens processer" verkade anarkismen enligt LeFevre vara motsägelsefull. Autarkismens grundläggande premiss placerade han inom stoicismen hos filosofer såsom Zenon, Epikuros och Marcus Aurelius, en premiss han sammanfattade i credot: "Behärska dig själv". Genom att sammanslå dessa inflytanden, nådde han en autarkistisk filosofi: "Stoikerna tillhandahåller det moraliska ramverket; Epikuréerna, motivationen; praxeologisterna, metodiken. Detta av olika ideologiska system försedda paket ämnar jag benämna autarkism, därför att autarkism betyder läran om självstyre". LeFevre fastslog att "bryggan mellan Spooner och dagens autarkister konstruerades primärt av personer såsom H. L. Mencken och Mark Twain".
Ralph Waldo Emerson anses, trots att han inte kallade sig själv för autarkist, ha förfäktat autarkism. Philip Jenkins har sagt att "Emersonianska idéer dels betonade individuell befrielse, autarkism, självförsörjning och självstyre, dels ihärdigt bekämpade social konformitet". Robert D. Richardson sade att den anarkism Emerson hade i åtanke "skulle innebära 'autarkism', självstyre".